# 威德尼斯
威德尼斯（英語：Widnes）是英國的一座城鎮，位於柴郡。2010年市區人口有58,300人。在工業革命期間快速發展。威德尼斯在此之前曾多是沼澤。在1847年建設了首個化工廠，迅速發展為化學工業的中心。對勞動力需求的高漲使得大量愛爾蘭人來到這裡。威德尼斯現在產業多樣化，化學工業仍然相當重要。市內的交通也頗為發達。

## 外部連結
- Debate on the Second Crossing (2004 ? HMSO) （页面存档备份，存于）
- Widnes World (local newspaper)
- Widnes Market （页面存档备份，存于）
- H2G2 article on Widnes （页面存档备份，存于）
- Runcorn Round Table